# Station Saint-Remy
Station Saint-Remy is een voormalige spoorweghalte aan spoorlijn 165 bij het dorp Saint-Remy in de Belgische gemeente Virton.
0,0: Libramont ·
2,5: Recogne ·
3,8: Neuvillers ·
7,5: Rossart ·
12,2: Bertrix ·
16,1: Orgéo ·
17,6: Saint-Médard ·
20,6: Straimont ·
25,5: Les Épioux ·
30,7: Lacuisine ·
32,5: Florenville ·
36,2: Pin ·
37,7: Izel ·
40,0: Jamoigne ·
43,5: Saint-Vincent-Bellefontaine ·
46,9: Lahage ·
50,8: Meix-devant-Virton ·
53,5: Houdrigny ·
57,2: Virton ·
59,6: Chenois-Latour ·
62,9: Latour ·
63,7: Ruette ·
65,1: Saint-Remy ·
67,6: Signeulx ·
70,1: Baranzy ·
72,0: Musson ·
74,6: Halanzy ·
78,9: Aubange ·
81,9: Athus